# Pycnophyllum spathulatum
Pycnophyllum spathulatum är en nejlikväxtart som beskrevs av Johannes Mattfeld. Pycnophyllum spathulatum ingår i släktet Pycnophyllum och familjen nejlikväxter. Inga underarter finns listade i Catalogue of Life.